# Haut-Ogooué
Haut-Ogooué je jedna od devet provincija u Gabonu. Prostire se na 36.547 km². Središte provincije je u gradu Francevilleu. Područje je dobio ime po rijeci Ogooué koja izvore u Republici Kongo.
Prema podacima iz 2010. godine u provinciji živi 228.471 stanovnik, dok je prosječna gustoća naseljenosti 6,25 stanovnika na km².
Provincija Haut-Ogooué se nalazi u istočnom dijelu Gabona na granici s Republikom Kongo. Graniči s gabonskim provincijama Ogooué-Lolo na zapad i Ogooué-Ivindo na sjeveru. Graniči također s kongoanskim regijama Cuvette-Ouest, Cuvette, Plateaux, Lékoumou i Niari.

## Departmani
Haut-Ogooué je podijeljen na 8 departmana:
- Djoue (Onga)
- Djououri-Aguilli (Bongoville)
- Lekoni-Lekori (Akieni)
- Lekoko (Bakoumba)
- Lemboumbi-Leyou (Moanda)
- Mpassa (Franceville)
- Plateaux Department (Leconi)
- Sebe-Brikolo  (Okondja)